# Lista de condados do Novo Brunswick
Esta é uma lista dos condados da província canadense de Novo Brunswick.
Antes de Novo Brunswick ser removida da Nova Escócia, a província consistia nos condados de Cumberland e Sunbury. Os condados estavam no topo de um sistema de governo local de três camadas. Abaixo de cada condado estavam as paróquias (municípios). Algumas, mas não todas, as paróquias eram então subdivididas em municípios. A exceção a isso foi o município de Saint John, que não estava em uma paróquia, mas era uma subdivisão do condado de Saint John.
Com o programa New Brunswick Equal Opportunity em 1966, os conselhos municipais foram abolidos. Os condados continuam a ser utilizados como uma unidade organizacional, juntamente com paróquias, para registro de imóveis e, em certa medida, tributação dos mesmos. Eles figuram proeminentemente no senso de lugar dos residentes e continuam sendo tópicos importantes na cultural da província (ou seja, a maioria dos cidadãos sempre sabe em qual condado eles estão). Eles ainda aparecem na maioria dos mapas.

## Lista
| Nome           | População 2016 | População 2011 | Mudança na população (%) | Sede do Condado                       | Área terrestre (km2) | Densidade populacional |
| -------------- | -------------- | -------------- | ------------------------ | ------------------------------------- | -------------------- | ---------------------- |
| Albert         | 29,158         | 28,846         | 1.1                      | Hopewell Cape                         | 1807.88              | 16.1                   |
| Carleton       | 26,220         | 27,019         | 3.0                      | Woodstock                             | 3312.72              | 7.9                    |
| Charlotte      | 25,428         | 26,549         | 4.2                      | St. Andrews                           | 3426.97              | 7.4                    |
| Gloucester     | 78,444         | 79,943         | 1.9                      | Bathurst                              | 4743.67              | 16.5                   |
| Kent           | 30,475         | 30,833         | 1.2                      | Richibucto                            | 4552.92              | 6.7                    |
| Kings          | 68,941         | 69,665         | 1.0                      | Hampton                               | 3484.22              | 19.8                   |
| Madawaska      | 32,741         | 33,422         | 2.0                      | Edmundston                            | 3461.89              | 9.5                    |
| Northumberland | 44,952         | 46,204         | 2.7                      | Newcastle, agora parte de Miramichi   | 12868.78             | 3.5                    |
| Queens         | 10,472         | 11,086         | 5.5                      | Gagetown                              | 3686.05              | 2.8                    |
| Restigouche    | 30,955         | 32,594         | 5.0                      | Dalhousie                             | 8580                 | 3.6                    |
| Saint John     | 74,020         | 76,550         | 3.3                      | Saint John                            | 1463.7               | 50.6                   |
| Sunbury        | 27,644         | 27,143         | 1.8                      | Burton                                | 2696.53              | 10.3                   |
| Victoria       | 18,617         | 19,921         | 6.5                      | Andover, agora parte de Perth-Andover | 5505.56              | 3.4                    |
| Westmorland    | 149,623        | 144,158        | 3.8                      | Dorchester                            | 3666.15              | 40.8                   |
| York           | 99,411         | 97,238         | 2.2                      | Fredericton                           | 8131.77              | 12.2                   |